# Hrvatsko-irski odnosi
|                 |                    |
| Republika Irska | Republika Hrvatska |

Hrvatsko-irski odnosi odnose se na bilateralne međunarodne odnose između Hrvatske i Irske. Službeno su započeli 27. siječnja 1995. godine. Hrvatska ima veleposlanstvo u Dublinu u Irskoj. Irska ima konzulat u Zagrebu.

## Politika
Odnosi između Hrvatske i Irske su vrlo prijateljski, otvoreni i srdačni, a dobili su i novu kvalitetu i dimenziju članstvom Republike Hrvatske u Europskoj uniji, čemu je Irska pružala stalnu i čvrstu potporu.   Od 1993. do zaključno s 2011., irski gospodarstvenici uložili su 139,3 milijuna eura i tako zauzeli 18. mjesto ulagača u Hrvatskoj (u 2010. ulaganje je iznosilo 70,4 milijuna eura).
U 2010. godini, Hrvatsku je posjetilo 28.933 irskih turista koji su ostvarili 124.131 noćenje što predstavlja smanjenje od 1,1% u odnosu na 2009. godinu. Hrvatska je izvezla u Irsku proizvode u vrijednosti 14,4 milijuna eura 2010. (medicinski i farmaceutski proizvodi, gnojiva i dr.), a uvezla iz Irske proizvode u vrijednosti 73,1 milijuna eura 2010. (eterična ulja i parfemi, lijekovi, strojevi, kemijski spojevi i dr.)
Od ulaska Hrvatske u EU u, Irska je postala jedna od najpopularnijih destinacija za hrvatske radnike koji napuštaju Hrvatsku. Dana 16. lipnja 2015. Hrvatska radiotelevizija emitirala je svoj dokumentarac o hrvatskim iseljenicima u Irskoj pod naslovom "Lijepa naša Irska - obećana za hrvatske građane".

## Zanimljivosti
- Na preporuku znamenitoga irskog pjesnika Williama Butlera Yeatsa, Ivan Meštrović se našao 1927. godine među petoricom umjetnika zamoljenih, da pošalju svoj prijedlog za izradu prvih irskih kovanica. Na žalost, Meštrović je ne svojom krivnjom zakasnio s natječajem. "Otkrivši da je rok prošao, Meštrović je načinio veličanstveni motiv kovanice i velikodušno ga darovao Slobodnoj Državi Irskoj". Originalni rad Ivana Meštrovića, čuva se u Nacionalnom muzeju Irske, a od 1965. godine irska središnja banka koristi se tim motivom na svom službenom pečatu.[8]

- Thomas Crowley bio je Irac koji se dobrovoljno uključio u obranu Hrvatske od velikosrpske agresije.[9]Poginuo je 10. lipnja 1995. godine, a na taj dan, 17 godina poslije, na završnom turniru europskog nogometnog prvenstva, utakmicu su igrale Hrvatska i Irska.

- U Zagrebu djeluje "Hrvatsko-irska kulturološka udruga" i Udruga "Hrvatska-Irska".[10]